# Tea Nikčević
Tea Nikčević (* 30. Juni 2005) ist eine montenegrinische Tennisspielerin.

## Karriere
Nikčević spielt bislang vor allem auf der ITF Women’s World Tennis Tour, wo sie bisher drei Titel im Doppel gewinnen konnte.
2021 debütierte Nikčević in der montenegrinischen Billie-Jean-King-Cup-Mannschaft, wo sie bei fünf Einsätzen von sieben Matches vier gewann, davon drei im Einzel und ein Doppel.

## Turniersiege

### Doppel
| Nr. | Datum           | Turnier            | Kategorie | Belag | Partnerin                | Finalgegnerinnen                     | Ergebnis          |
| --- | --------------- | ------------------ | --------- | ----- | ------------------------ | ------------------------------------ | ----------------- |
| 1.  | 7. Oktober 2023 | Šibenik            | ITF W15   | Sand  | Lucie Urbanová           | Marie Vogt Eva-Marie Voracek         | 7:5, 7:64         |
| 2.  | 28. April 2024  | Kuršumlijska Banja | ITF W15   | Sand  | Karola Patricia Bejenaru | Zuzanna Kolonus Darja Jessyptschuk   | 7:65, 6:4         |
| 3.  | 11. Mai 2024    | Nova Gorica        | ITF W15   | Sand  | Hayu Kinoshita           | Margarita Ignatjeva Karolína Vlčková | 6:4, 6:71, [10:7] |